# Argelaga negra

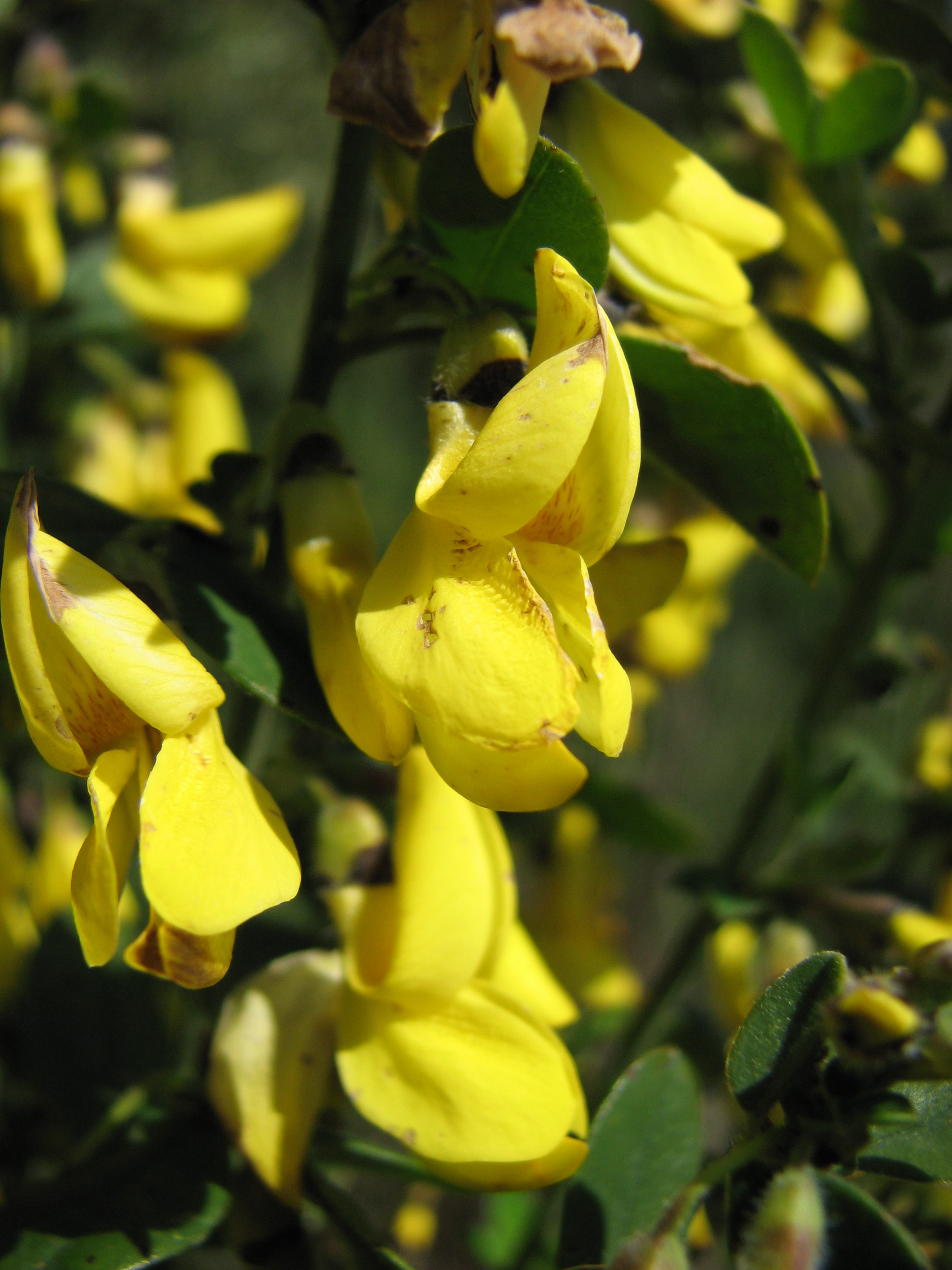
Flor

L'argelaga, argelaga negra, bàlec o gatosa blanca/marina (Calicotome spinosa) és una planta amb flor del gènere Calicotome.
L'argelaga és un arbust molt espinós de fulles trifoliades amb els folíols arrodonits a l'extrem, que surten de la base i del mig de les punxes. Té flors grogues, solitàries o agrupades en feixos de 2 a 4 flors, amb el calze d'una sola peça que quan la flor s'obre es trenca transversalment, restant-ne tan sols la part baixa que forma una petita copa a la base de la corol·la. Floreix de març a maig o juny. El fruit és un llegum. Viu tant en sòls silicis com en calcaris, suporta bé el sol i és un arbust de brolla.
Als Països Catalans n'hi ha a les comarques costaneres a gairebé tot el territori, en altures fins a 1000 m, si bé cap al País Valencià va esdevenint més rara. En tota aquesta àrea se'n troba la subespècie spinosa, acompanyada a Menorca per la subespècie infesta.

## Noms populars
És anomenada també amb els següents noms vernaculars: argelaga vera, argelaga de forn, argelaga marina, argelaga pilosa, argelaguera, argelac, argentí, bàlec, gatosa blanca, gatosa marina, gatosa negra. Convindria, però, reservar el nom de bàlec per a (Genista balansae ssp. europaea, o Genista purgans), una espècie de ginesta que fa coixinets a les landes de muntanya, a sòls silicis, especialment a solana, dels estatges subalpí i alpí.